# Vernonanthura
Vernonanthura es un género de plantas con flores de la familia   Asteraceae. Comprende 87 especies descritas y de estas, solo 63 aceptadas.

## Taxonomía
El género fue descrito por Harold E. Robinson y publicado en Phytologia 73(2): 66. 1992. La especie tipo es Vernonanthura brasiliana L. 	

## Especies aceptadas
A continuación se brinda un listado de las especies del género Vernonanthura aceptadas hasta julio de 2012, ordenadas alfabéticamente. Para cada una se indica el nombre binomial seguido del autor, abreviado según las convenciones y usos.
Especies
1. Vernonanthura almedae
2. Vernonanthura amplexicaulis
3. Vernonanthura angulata
4. Vernonanthura auriculata
5. Vernonanthura beyrichii
6. Vernonanthura brasiliana (L.) H.Rob. - pebetera de Caracas[5]
7. Vernonanthura buxifolia
8. Vernonanthura catharinensis
9. Vernonanthura chamaedrys
10. Vernonanthura chaquensis
11. Vernonanthura cichoriifolia
12. Vernonanthura cocleana
13. Vernonanthura condensata
14. Vernonanthura cordata
15. Vernonanthura crassa
16. Vernonanthura cuneifolia
17. Vernonanthura cupularis
18. Vernonanthura cymosa
19. Vernonanthura deppeana
20. Vernonanthura discolor
21. Vernonanthura divaricata
22. Vernonanthura fagifolia
23. Vernonanthura ferruginea
24. Vernonanthura fuertesii
25. Vernonanthura havanensis (DC.) H.Rob. - rompesaragüey de Cuba, tapacamino de Cuba.[5]
26. Vernonanthura hieracioides
27. Vernonanthura ignobilis
28. Vernonanthura laxa
29. Vernonanthura lindbergii
30. Vernonanthura lipeoensis
31. Vernonanthura loretensis
32. Vernonanthura lucida
33. Vernonanthura mariana
34. Vernonanthura membranacea
35. Vernonanthura menthaefolia
36. Vernonanthura montevidensis
37. Vernonanthura mucronulata
38. Vernonanthura nebularum
39. Vernonanthura nudiflora
40. Vernonanthura oligactoides
41. Vernonanthura oligolepis
42. Vernonanthura paludosa
43. Vernonanthura petiolaris
44. Vernonanthura phaeoneura
45. Vernonanthura phosphorica
46. Vernonanthura pinguis
47. Vernonanthura piresii
48. Vernonanthura prenanthoides
49. Vernonanthura pseudonudiflora
50. Vernonanthura puberula
51. Vernonanthura rigiophylla
52. Vernonanthura sambrayana
53. Vernonanthura santacruzensis
54. Vernonanthura schulziana
55. Vernonanthura sinclairii
56. Vernonanthura squamulosa
57. Vernonanthura subverticillata
58. Vernonanthura tuerckheimii
59. Vernonanthura tweedieana
60. Vernonanthura vinhae
61. Vernonanthura viscidula
62. Vernonanthura warmingiana
63. Vernonanthura westiniana
64. Vernonanthura yurimaguasensis